# Macropanax vidalii
Macropanax vidalii är en araliaväxtart som beskrevs av C.B.Shang. Macropanax vidalii ingår i släktet Macropanax och familjen Araliaceae. Inga underarter finns listade.